# پارادوکس فاراده

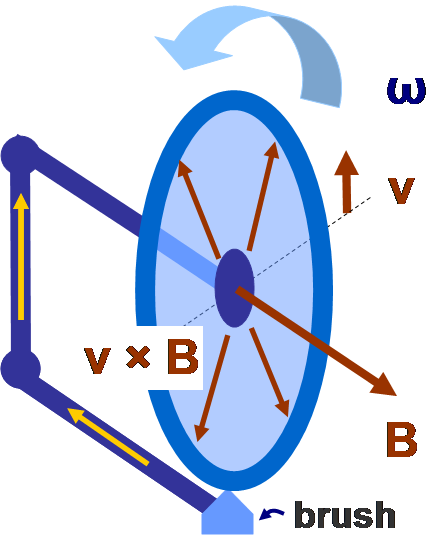
تصویری از پارادوکس فاراده

تناقض فارادی هر تجربه ای است که قانون مغناطیس فارادی را نقض کند یا به عبارتی دیگر نتیجه ای دهد که قانون فارادی پیش بینی نکرده باشد.
اصولاً این تناقض در دو حالت پیدا میشود:
●قانون فارادی پیش‌بینی القای ولتاژ کند، اما عملا ولتاژی القا نشود.
●قانون فارادی پیش‌بینی عدم القای ولتاژ کند اما عملا ولتاژ القا شود.
آزمایش دیسک چرخان، مثالی جالب و مشهور از پارادوکس فارادی است.
1. ↑  Youtube Video : Can The Faraday Paradox Be Solved